# Genius (film)
Pour les articles homonymes, voir Genius.
Pour plus de détails, voir Fiche technique et Distribution.
Genius (Génie au Québec), est un film biographique britannico-américain réalisé par Michael Grandage et sorti en 2016.
Le scénario de John Logan est basé sur la biographie Max Perkins: Editor of Genius de A. Scott Berg et présente la relation entre l'auteur Thomas Wolfe et son éditeur Max Perkins.
Le film est présenté en sélection officielle à la Berlinale 2016.

## Synopsis
Thomas Wolfe, écrivain excentrique, est révélé par Maxwell Perkins, éditeur ayant découvert F. Scott Fitzgerald et Ernest Hemingway. Entre les deux hommes naîtra une grande et profonde amitié.

## Fiche technique
- Réalisateur : Michael Grandage
- Scénario : John Logan, A. Scott Berg
- Pays de production :  États-Unis,  Royaume-Uni
- Genre : Biographie, drame
- Durée : 104 minutes
- Dates de sortie :
  - Allemagne : 16 février 2016 (Berlinale)
  - France : 27 juillet 2016
  - États-Unis : 29 juillet 2016

## Distribution
| |  |  |
| Les acteurs anglais Colin Firth (à g.) et Jude Law (à dr.) incarnent respectivement Max Perkins et Thomas Wolfe. |  |  |

- Colin Firth (VF : Christian Gonon ; VQ : Jean-Luc Montminy) : Max Perkins
- Jude Law (VF : Alexis Victor ; VQ : Martin Watier) : Thomas Wolfe
- Nicole Kidman (VF : Danièle Douet ; VQ : Anne Bédard) : Aline Bernstein, la maîtresse de Tom Wolfe
- Dominic West (VF : Loïc Houdré ; VQ : Gilbert Lachance) : Ernest Hemingway
- Guy Pearce (VF: Raphaël Anciaux; (VQ : Frédéric Paquet) : F. Scott Fitzgerald
- Laura Linney (VF : Josiane Pinson ; VQ : Lisette Dufour) : Louise Saunders, la compagne de Max
- Vanessa Kirby : Zelda Fitzgerald
- Makenna McBrierty : Nancy Perkins
- Katya Watson (VF : Clara Quilichini) : Jane Perkins
- Lorna Doherty (VF : Lucille Boudonnat) : Peggy Perkins
- Demetri Goritsas : John Wheelock
- Elaine Caulfield : Mabel Wolfe
- Sophia Brown : Sonia Marks
- Miquel Brown : Eleanor
- Sigmund Oakeshott : Fisherman
- Angela Ashton : Bertha Perkins
- Eve Bracken : Zippy Perkins
- Mark Phillimore : Fredrick Wolf
- Ray Strasser King : James, l'employé au courrier
- Mark Arnold : le capitaine du bateau

 Source et légende : version française (VF) sur RS Doublage

## Distinction
- Berlinale 2016 : sélection officielle